# 白郷井村
白郷井村（しろさといむら）は、群馬県中部、北群馬郡に属していた村である。

## 地理
- 河川：利根川

## 歴史
- 1889年（明治22年）4月1日 町村制施行により西群馬郡上白井村、中郷村が合併し、白郷井村が成立する。
- 1896年（明治29年）4月1日 郡の統合（西群馬郡と片岡郡の統合）により群馬郡に所属する。
- 1949年（昭和24年）10月1日 北群馬郡（群馬郡から分立）に所属する。
- 1960年（昭和35年）9月1日 長尾村と合併し子持村となる。